# Башюц
Ба́шюц или Бо́шецы (нем. Baschütz; в.-луж. Bošecy) — деревня в Верхней Лужице, Германия. Входит в состав коммуны Кубшюц района Баутцен в земле Саксония. Подчиняется административному округу Дрезден.

## География
Соседние населённые пункты: на востоке — деревня Конецы, на юго-востоке — административный центр коммуны Кубшюц, на юго-западе — деревня Йенкецы и на западе — деревня Цыжецы.

## История
Впервые упоминается в 1349 году под наименованием Poswicz.
С 1936 по 1979 года входила в коммуны Надельвиц, с 1979 по 1994 — в коммуну Енквиц. С 1994 года входит в современную коммуну Кубшюц.
В настоящее время деревня входит в состав культурно-территориальной автономии «Лужицкая поселенческая область», на территории которой действуют законодательные акты земель Саксонии и Бранденбурга, содействующие сохранению лужицких языков и культуры лужичан.
Исторические немецкие наименования.
- Poswicz, 1349
- Boschewicz, Bossewicz, 1363
- Boschewicz, 1364
- Boschicz, 1447
- Boschytz, 1510
- Boschetz, 1516
- Baschiz, 1529
- Baschutz, 1791

## Население
Официальным языком в населённом пункте, помимо немецкого, является также верхнелужицкий язык.
Согласно статистическому сочинению «Dodawki k statisticy a etnografiji łužickich Serbow» Арношта Муки в 1884 году в деревне проживало 246 человек (из них — 239 серболужичан (97 %)).
Лужицкий демограф Арношт Черник в своём сочинении «Die Entwicklung der sorbischen Bevölkerung» указывает, что в 1956 году при общей численности в 503 человека серболужицкое население деревни составляло 40,1 % (из них верхнелужицким языком владело 201 взрослых и 45 несовершеннолетних).
| 1834 | 1871 | 1890 | 1910 | 1925 | 1939 | 1946 | 1950 | 1964 |
| ---- | ---- | ---- | ---- | ---- | ---- | ---- | ---- | ---- |
| 163  | 234  | 222  | 263  | 313  | 460  | 533  | 603  | 471  |

## Достопримечательности
Памятники культуры и истории земли Саксония
- Каменный дорожный указатель, на дорогу в сторону Креквица, 19 век (№ 09251348).
- Памятник погибшим в Первой мировой войне, Hauptstraße, 1918 год (№ 09251346).
- Здания бывшей усадьбы, Hauptstraße 9, 11, 13; 1880 год (№ 09251509).
- Господский дом, Hauptstraße 11, 1880 год (№ 09300874).
- Жилой дом, Hauptstraße 23, 18 век (№ 09251318).
- Жилой дом, Hauptstraße 25, 1850 год (№ 09301158).
- Жилой дом, Hauptstraße 29, 1897 год (№ 09251254).
- Здание бывшей школы, Hauptstraße 55, 1897 год (№ 09251248).

Галерея

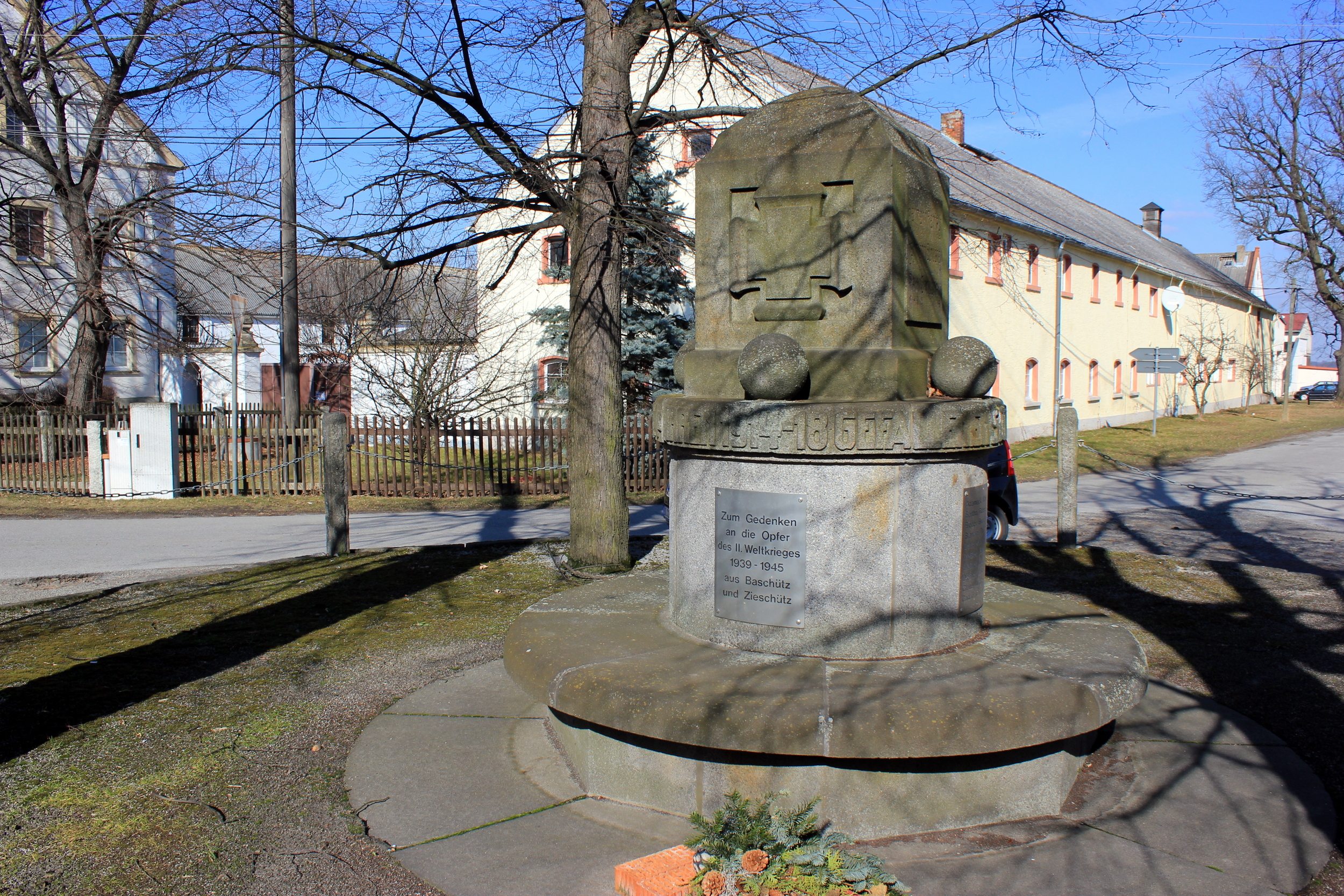
Памятник павшим в Первой мировой войне
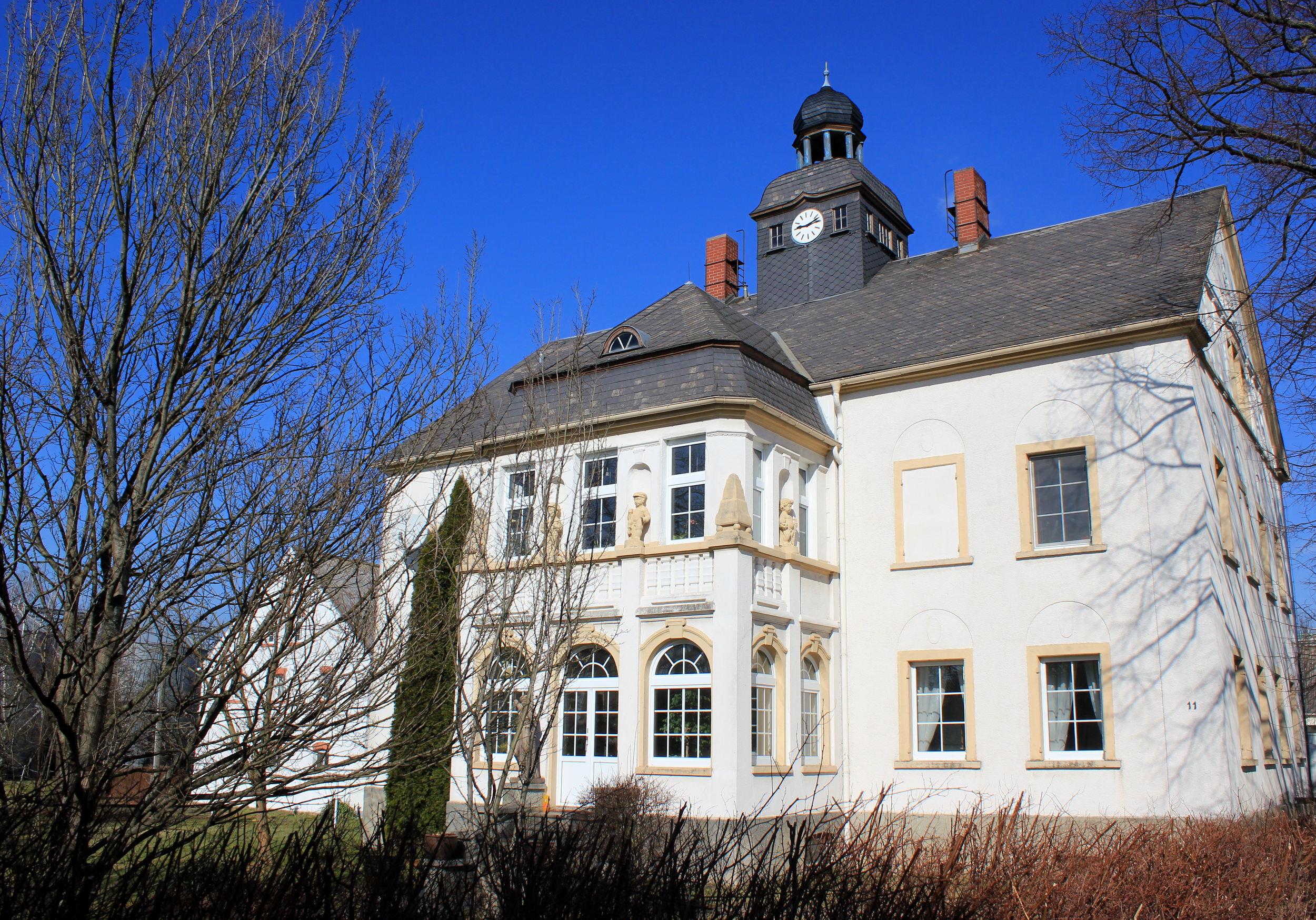
Господский дом бывшей усадьбы